# M-24
M-24 je tip tramvaja proizvođen u ZET-u, u Zagrebu, po projektu Dragutina Mandla od 1924. godine. Tijekom pedeset godina u zagrebačkom prometu rabio se na mnogim tramvajskim linijama. Dva su primjerka očuvana nakon rashođenja i danas se koriste za prigodne vožnje te kao turističke atrakcije.

## Povijest
Njihova proizvodnja počela je 1924. godine kao rad Dragutina Mandla te inžinjera i voditelja ZET-a Adolfa Koška, koji je također sudjelovao u preuređivanju motornih kola tvrtke Ganz u prikolice »pagode« za ovaj tip tramvaja. Proizvodnja se odvijala u bivšem spremištu tramvaja na Savskoj ulici 18.
Prvotno su bili prilagođeni za desnu vožnju, koja je u Zagrebu stupila na snagu 1. siječnja 1926. godine. U svom vijeku proizvodnje, proizvodio se kao dvosmjerni (imao je dvije upravljačnice, svaku s jedne strane). Tijekom 1940-ih i 1950-ih godina vrši se pregrađivanje u jednosmjerne. Zadnji primjerci su odmah napravljeni kao jednosmjerni. Kasnije se prestaju proizvoditi i zamjenjuje ih serija TMK 101. 

Ovi tramvaji prometovali su sve do dolaska prvih 30 vozila tipa Tatra T4 dana 31. siječnja 1977., kada se potpuno povlače iz uporabe, uz očuvanje jednog primjerka. Povodom proslave 100. obljetnice ZET-a 1991. godine obnovljen je još jedan primjerak, eksponat iz Tehničkog muzeja, zajedno s jednom prikolicom »pagodom«. Obnovljeni primjerak otad se rabi za prigodne vožnje, poglavito za djecu i turiste, a od 2023. godine oba se vozila povremeno koriste na muzejskoj liniji 21.
Također, neki M-24 su još u upotrebi kao radna vozila.

## Tehnički podaci
- Duljina : 10 metara
- Širina : 2.04 metar
- Težina :  oko 9,6 tona
- Snaga motora: 2×41 kW

Motorna i ručna kočnica, kasnije je na neke stavljena šinska kočnica. (Zbog potrebe tada još postojeće Mirogojske pruge, koja je imala veliki pad pa su im trebale jače kočnice).

## Galerija
- M-24 na trešnjevačkoj remizi, Dan otvorenih vrata ZET-a, 2024.
- vagon br. 559 ZET-ovog tramvaja M-24
- natpis na muzejskom primjerku
- Grb Zagreba s krunom na vagonu br. 559

## Vanjske poveznice
- Daljnje informacije o povijesti i karakteristikama tramvaja u Zagrebu, Zeljeznice.net